# Julia Migenes
Julia Migenes, née le 13 mars 1949 à New York est une soprano, actrice et danseuse américaine, qui s'est illustrée dans les grands rôles de soprano, notamment Manon Lescaut, Mimi ou Salomé. 
Elle a en outre incarné Carmen dans une adaptation au cinéma à grand succès, aux côtés de Placido Domingo. 
Enfin, elle s'intéresse à de nombreux autres styles musicaux outre le classique, chantant de la comédie musicale aussi bien que de la pop.

## Biographie

### Jeunesse
Julia Migenes Johnson est née dans le Lower East Side de New York, alors habité par une population ouvrière et défavorisée, d'une mère porto-ricaine et d'un père naturel d'origine grecque. Elle passe une enfance difficile et violente pendant laquelle elle aura cependant la révélation de sa vocation : engagée, à l'âge de 3 ans, pour remplacer au pied levé l'enfant de l'héroïne de l'opéra Madame Butterfly de Puccini, « elle se souvient encore de l'émotion vive, proche de l'effroi qui la saisit lorsque, seule en scène, l'orchestre, invisible dans la fosse devant elle, se met à entonner ses accords puissants. Une émotion qui trace définitivement le chemin de sa destinée ».
Enfant, on la soustrait à son père légitime, alcoolique, qui la rejetait, pour la placer en orphelinat. Après une adolescence des plus mouvementées en tant que femme, elle s'inscrit à la New York School for Performing Arts et est choisie par Leonard Bernstein comme soliste dans les « Young People’s Concerts ». La jeune Julia commence sa carrière à Broadway dans une production de Zero Mostel nommée Un violon sur le toit, puis elle interprète Maria dans West Side Story.

### Premiers rôles:Lulu,Salomé
Elle débute, comme remplaçante, au Metropolitan Opera de New York dans Lulu d'Alban Berg. Elle devient ensuite Salomé dans l'opéra de Richard Strauss au Grand Théâtre de Genève, sous la direction de Maurice Béjart, qui cherchait une cantatrice sachant danser. Ce rôle la touche particulièrement car, selon ses propres dires :

« Il y a dix ans que je me penche sur la partition de Salomé. Cette femme m'intéresse depuis longtemps, car il me semble que je connais quelque chose de cet être. Je possède en moi une petite portion de Salomé. Cela ne signifie pas nécessairement que j'ai une propension à couper les têtes… »

Julia Migenes est parfaitement adaptée au rôle et s'entend très bien avec Maurice Béjart, qui réalise la mise en scène et surtout la chorégraphie de l'opéra. En effet, non seulement le rôle est extrêmement exigeant sur le plan vocal, mais de plus il demande de grandes capacités de danseuse — ce que la cantatrice réunissait parfaitement.

### Carmenou le grand tournant
Alors qu'elle répète Salomé, le réalisateur italien Francesco Rosi prépare le tournage du film Carmen. Il cherche lui aussi une chanteuse lyrique sachant danser et suffisamment sensuelle pour incarner la brûlure de la passion. Julia Migenes est choisie pour le film et elle y partagera la vedette avec Placido Domingo. Ce film est un succès énorme, non seulement en France, mais partout dans le monde, et aujourd'hui encore il reste le film-opéra le plus vendu du monde. Il a propulsé Julia Migenes et Placido Domingo au rang de stars internationales, sa bande originale valant même à la cantatrice un Grammy Award. 
Elle tourne dans le long-métrage de science-fiction, L'Unique de Jérôme Diamant-Berger, en 1986. Elle y incarne une chanteuse de variétés dépressive que son producteur remplace par son clone holographique.
À partir de 1998, Julia Migenes devient l'auteur de ses propres spectacles. Elle écrit Diva au bord de la crise de nerfs, un one-woman-show chanté, dans lequel elle raille et tourne en dérision l'opéra. En avril 2006, elle publie Mémoires d'un oiseau rebelle aux Éditions du Rocher et un nouvel album musical, Alter ego. En 2007, elle met en scène Le Barbier de Séville de Rossini pour les Opéras en Plein air, produit par Tristan Duval, en dirigeant de nouveaux talents, dans des lieux magiques comme Les jardins du Sénat ou le Château du Champ de Bataille.
Elle a collaboré à plusieurs reprises avec le metteur en scène français Philippe Calvario, compagnon de route désormais très proche. Elle a interprété Harper dans l'opéra Angels in America, opéra de Peter Eötvös qu'il a mis en scène au Châtelet. Puis Philippe Calvario a mis en scène son spectacle Alter Ego. Ils ont joué ensemble dans des soirées Schubert.
En septembre 2009, elle sort un nouvel album Hollywood Divas. L'occasion de revisiter l'âge d'or du cinéma en compagnie de légendes telles que Marilyn Monroe, Rita Hayworth, Marlène Dietrich ou encore Carmen Miranda. Toutefois elle affirme ne pas avoir de modèle de femme qu'elle aurait suivi, mais elle aime interpréter le rôle de telle ou telle diva célèbre dans le cadre de ses concerts. Par exemple, elle a déjà joué le rôle de Marlène Dietrich chanteuse, sur scène. Julia Migenes présente le spectacle Hollywood Divas en avant-première lors de l'ouverture du Festival du cinéma américain de Deauville, le 4 septembre 2009.

### Vie privée
Julia Migenes a eu une vie sentimentale assez mouvementée : elle a été mariée quatre fois et a divorcé quatre fois. 
Sa carrière la contraint à un style de vie assez sobre, tel que le fait de se coucher tôt ou de parler peu pour économiser sa voix,.
Julia Migenes est membre de la Scientologie depuis 1966,. Son nom et son image ont été utilisés dans les années 1980 (au moins en France) sur des prospectus en faveur du livre de Ron Hubbard La Dianétique.
Outre un manager, elle dispose de tout un staff, comme quatre gardes du corps et un chauffeur, et elle a habité bon nombre de grandes capitales. Selon elle, seuls les États-Unis pouvaient lui permettre une telle réussite (avec le Lower East Side comme point de départ).

## Voix et répertoire
Julia Migenes possède une large voix de soprano dramatique. Elle a ainsi abordé la plupart des héroïnes de Puccini, de Manon Lescaut à Tosca et Madame Butterfly, mais aussi des rôles de mezzo-soprano, tels que Carmen, qui l'a rendue célèbre. Elle a aussi chanté les rôles de Lulu et de Salomé. Dans son spectacle Diva au bord de la crise de nerfs, elle chante aussi les grands airs de Lucia di Lammermoor, la Walkyrie…
Julia Migenes s'est aussi beaucoup intéressée à Schubert et au monde du Lied. Chanteuse éclectique, elle ne s'est toutefois pas limitée au répertoire classique et a chanté aussi bien de la comédie musicale (notamment Bernstein) que de la pop. Elle a notamment repris plusieurs hits musicaux, comme I will survive, de Gloria Gaynor, The Windmills of Your Mind… Elle s'est aussi plu à incarner diverses divas de Hollywood dans son dernier album, « Hollywood Divas ».

## Discographie
À ce jour, Julia Migenes a enregistré plus de vingt disques.
- Fiddler on the Roof, 1964
- Julia Migenes singt, 1981 [réf. souhaitée]
- Operette, 1981 [réf. souhaitée]
- Latin Lady, 1982 [réf. souhaitée]
- A Christmas Concert, 1983 [réf. souhaitée]
- Recital, 1983 [réf. souhaitée]
- Welterfolge, 1983
- Carmen, 1984
- In Love, 1985
- Berlin Blues, 1988
- Live at the Olympia, 1989
- Seven Deadly Sins, 1989
- Kismet, 1991
- La Voix Humaine, 1991
- RAGS, 1991
- Vienna, 1993
- 100ans de Cinema, 1995 [réf. souhaitée]
- Smile, 1995
- Man of La Mancha, 1996
- Lulu, 1998
- Franz Lehar, 1999
- Robert Stolz, 1999
- Infamia, Tangos de Barcelona, 2000
- La Argentina, 2003
- Le Meilleur de Julia, 2004
- Alter Ego, 2006
- Hollywood Divas, 2009

## Publication
- Mémoires d'un oiseau rebelle, autobiographie, Éditions du Rocher, 2006.  (ISBN 2-268-05784-4)